# George Tyler Wood
George Tyler Wood, né le 12 mars 1795 à Cuthbert dans l'État de Géorgie et mort le 3 septembre 1858 à Point Blank au Texas, est un officier et homme politique américain qui fut gouverneur du Texas de 1847 à 1849.

## Biographie

### Jeunesse et carrière
La plupart des documents relatifs à la vie de Wood ont été perdus dans des incendies ou d'autres causes et bon nombre d'aspects de son parcours demeurent inconnus. George Tyler Wood naquit le 12 mars 1795 près de Cuthbert, en Géorgie. Sa mère s'appelait Elizabeth Burris Wood ; quant à son père, son nom est inconnu et il mourut alors que George était âgé de 5 ans. L'année de ses 19 ans, Wood leva une compagnie de volontaires pour participer à la guerre contre les Creek et prit part à la bataille de Horseshoe Bend. Selon la légende, Wood aurait fait la connaissance de Sam Houston et Edward Burleson lors de cette campagne.
Wood retourna ensuite à Cuthbert et ouvrit une mercerie, qui rencontra un vif succès. Lors d'une tournée d'achat en 1837, il s'éprit d'une jeune veuve nommée Martha Evans Gindrat, fille de Jesse Evans et Elizabeth Fitzpatrick, lors d'une halte à Milledgeville, en Géorgie. Le mariage eut lieu le 18 septembre 1837. De cette union naquirent deux enfants, qui vinrent s'ajouter aux trois que Martha avait eu de son précédent mariage. En dehors de ses activités commerciales, Wood fut membre de l'Assemblée générale de Géorgie de 1837 à 1838.

### Au Texas
En 1839, Wood et sa famille s'installèrent en République du Texas. Après avoir prospecté les fleuves Brazos, Colorado et Trinity, il sélectionna un emplacement près de l'actuelle ville de Point Blank, dans le comté de Liberty (aujourd'hui dans le comté de San Jacinto), et y construisit une plantation qui prospéra rapidement.
Wood fut élu à la Chambre des représentants du Texas en 1841, en tant que député du comté de Liberty. En 1845, lors de l'annexion du Texas par les États-Unis, il représenta son comté de résidence lors de la convention qui rédigea la constitution de l'État. Wood fut ensuite élu au Sénat du Texas après l'admission du Texas au sein de l'Union. Au début de la guerre américano-mexicaine, il démissionna de son siège de sénateur et devint colonel du 2e régiment de volontaires à cheval du Texas, avec lequel il assista à la prise de Monterrey.

### Gouverneur du Texas

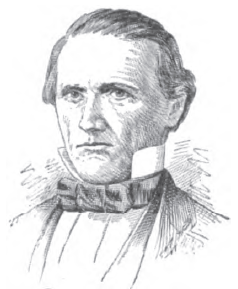
George Tyler Wood (illustration de 1899).

En 1847, le gouverneur du Texas James Pinckney Henderson choisit de ne pas solliciter un nouveau mandat. La campagne pour sa succession mit aux prises cinq candidats qui s'affrontèrent principalement sur la question de la dette publique. Quelques semaines avant l'élection, l'un des candidats, Isaac Van Zandt, mourut de la fièvre jaune et la plupart des soutiens de Van Zandt se rallièrent à la candidature de Wood, qui remporta l'élection avec 7 154 voix contre seulement 5 106 voix pour James B. Miller, arrivé deuxième.
Au moment de son entrée en fonction, le Texas avait 5 500 000 dollars d'obligations en circulation sans aucun moyen évident de rembourser la dette. Pour tenter de résorber cette dernière, Wood proposa de vendre une partie des terres de l'État au gouvernement fédéral américain. La législature du Texas rejeta néanmoins ce plan et, à l'issue de négociations avec le gouverneur, adopta un projet de loi exigeant du comptable et du contrôleur de l'État de déterminer le montant exact de la dette publique avant toute procédure de remboursement.
Sous l'administration Wood, le conflit au sujet du statut du Nouveau-Mexique s'intensifia. Le Texas considérait que le Nouveau-Mexique faisait partie de son territoire mais cette revendication n'était pas reconnue par le gouvernement fédéral. Pour appuyer ses prétentions, la législature du Texas créa le comté de Santa Fe et le 11e district judiciaire sur les terres concernées par ce litige. Toutefois, lorsque le juge nommé à la tête du nouveau district arriva à Santa Fe, il constata que les troupes fédérales se trouvaient déjà dans la ville, bien déterminées à soutenir la position du gouvernement.
Parmi les autres dossiers traités par Wood figuraient l'organisation des villes et des comtés, l'édification de bâtiments pour les tribunaux et la réforme des activités gouvernementales. Pour défendre la frontière occidentale de l'État, une requête fut envoyée au Congrès afin de réclamer la construction d'une série de forts. La redistribution législative de l'État fut la question la plus controversée du mandat de Wood. Les régions côtières et centrales de l'État, qui craignaient de perdre leur représentation, s'opposèrent au projet alors que la région nord-est y était favorable. En dépit des protestations, la loi de redistribution fut adoptée par la législature texane.
Le 21 février 1848, Wood présida la convention démocrate du Texas, le premier événement politique de ce type à se tenir dans l'État. Cette convention fut suivie par sa tentative de briguer un second mandat en 1849. Son principal adversaire était Peter Hansborough Bell qui fit campagne sur la défense de la frontière et le statut du Nouveau-Mexique. Wood défendit fermement son bilan sur ces deux sujets mais ne récolta que 8 754 voix contre 10 319 pour Bell.

### Dernières années
Après avoir quitté ses fonctions, Wood retourna dans sa plantation et ouvrit un commerce à Galveston. Il tenta sans succès d'être réélu gouverneur en 1853 et en 1855. George Tyler Wood mourut à son domicile le 3 septembre 1858.